# Bessenich
Bessenich is een plaats in de Duitse gemeente Zülpich, deelstaat Noordrijn-Westfalen, en telt 578 inwoners (2020).